# Candi Staton

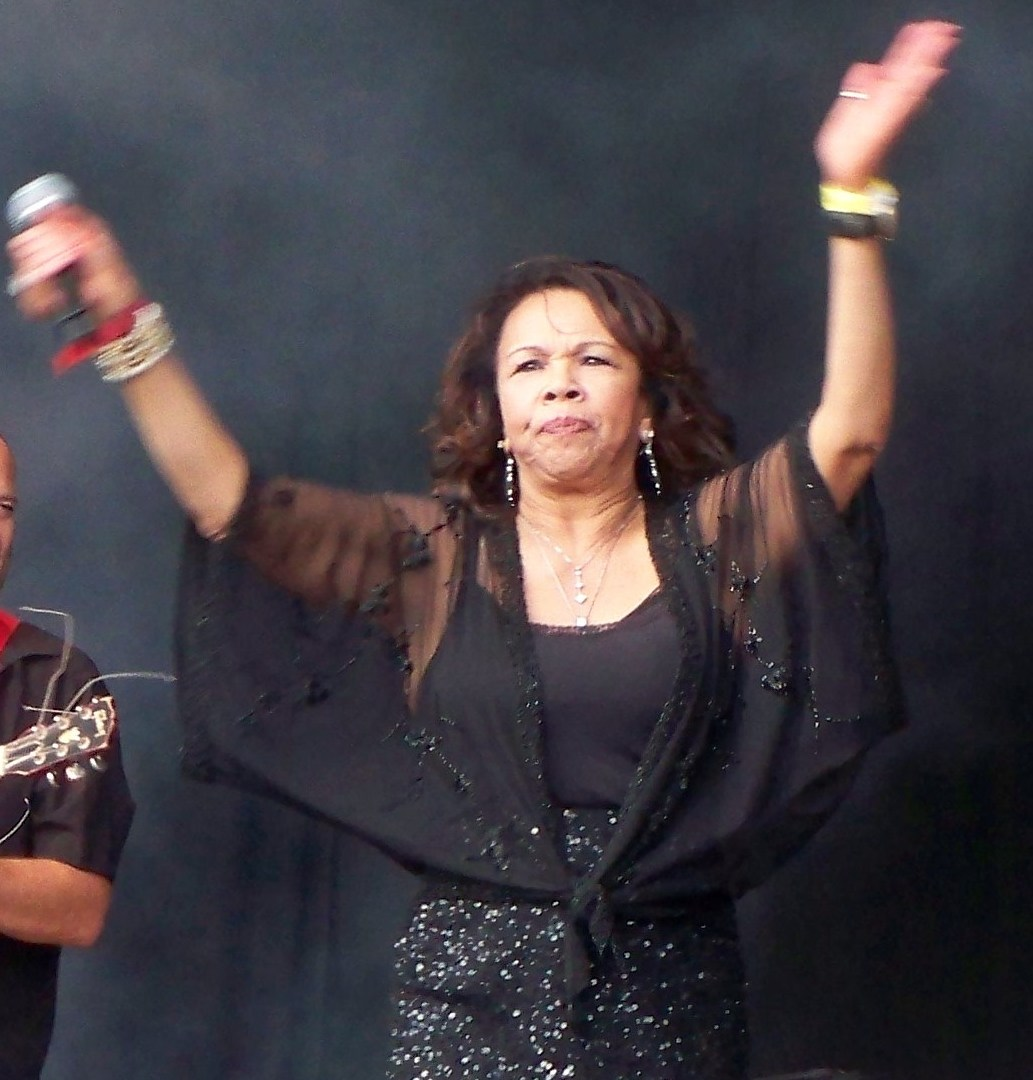
Candi Staton (2012)

Candi Staton (* 13. März 1940 als Canzetta Maria Staton in Hanceville, Alabama) ist eine US-amerikanische Soul- und Gospel-Sängerin. Ihren größten Erfolg feierte sie in der zweiten Hälfte der 1970er Jahre, als sie ihren Stil für einige Jahre zur Disco-Musik hin veränderte und mit Young Hearts Run Free einen internationalen Hit landete.

## Karriere
Candi Staton wuchs in einem christlichen Internat in Nashville auf, wo sie im Jewel Gospel Trio sang. Anregung und Vorbilder fand sie bei regelmäßigen Tourneen mit Soulstars wie Aretha Franklin und Mahalia Jackson. 1970 erschien bei dem Plattenlabel Fame Statons Debütalbum I’m Just a Prisoner. In den folgenden Jahren stieg sie zu einer der erfolgreichsten Sängerinnen des Southern Soul auf. Mit ihrer Version des Tammy-Wynette-Hits Stand by Your Man (1970) gelang ihr ebenso ein Hit wie mit I’d Rather Be an Old Man’s Sweetheart (Than a Young Man’s Fool) (1969), Sweet Feeling (1970) und He Called Me Baby (1971). Alle Titel erreichten die Top-10 der amerikanischen R&B-Charts. Auch eine Coverversion des Elvis-Presley-Klassikers In the Ghetto (1972) sorgte für Aufmerksamkeit. Zwei Mal wurde sie in jenen Jahren für den Grammy nominiert, 1970 und 1972, jeweils für „die beste weibliche R&B-Gesangsleistung“. 1974 wechselte Staton von Fame zu Warner, dort gelang ihr mit As Long as He Takes Care of Home noch im gleichen Jahr ein weiterer Top-10-Hit in den R&B-Charts.
Ab 1974 wandte sich Staton der Pop- und Disco-Musik zu und landete 1976 mit dem von Dave Crawford geschriebenen und produzierten Titel Young Hearts Run Free ihren größten Hit. Unter anderem stand sie damit auf Platz 2 in Großbritannien und in den Top 20 der USA. In den R&B-Charts erreichte sie sogar Platz 1. Bis 1982 blieb sie dem Disco-Genre mehr oder weniger treu, Songs wie Run to Me, Destiny (1976), Victim (1978), When You Wake Up Tomorrow (1979) und Looking for Love (1980) waren ihre weiteren Hits in den amerikanischen Disco-Charts. Eine Coverversion des Bee-Gees-Hits Nights on Broadway war ihr zweiter und letzter Top-10-Hit in den britischen Charts. Dort gelang ihr 1982 mit einem weiteren Cover, Elvis Presleys Suspicious Minds, immerhin noch einmal ein Top-40-Hit.
Danach besann sie sich wieder auf ihre Wurzeln, sang Gospel und engagierte sich in christlichen TV-Sendungen. Es erschienen darüber hinaus zahlreiche Alben mit christlicher Musik, die ihr zwei weitere Grammy-Nominierungen in den Jahren 1983 (Make Me an Instrument) und 1986 (Sing a Song) einbrachten. Diesmal jedoch in der Kategorie „Beste Soul-Gospel-Performance“.
Nur noch selten nahm Staton Platten außerhalb des Gospel-Genres auf. Ein bemerkenswerter Song entstand 1986: You Got the Love, einer Zusammenarbeit mit The Source. Das Stück war zunächst wenig erfolgreich, beispielsweise als Statons letzter, unrühmlicher Eintrag in den R&B-Charts (Platz 88). Erst ein Mix im Jahre 1991 brachte den Erfolg: Platz 4 in Großbritannien. Noch zwei weitere Male platzierten sich Mixe des Songs in den Top 10 des Vereinigten Königreichs (1997 Platz 3, 2006 Platz 7). Am 22. Februar 2004 untermalte eine Version des Liedes außerdem die Abschlussszene der letzten Folge der Serie Sex and the City.
1999 nahm Staton die Dance-CD Outside In auf, ihr erstes „weltliches“ Album in 17 Jahren. Die ausgekoppelte Single Love on Love war noch im selben Jahr ebenso ein Hit in Großbritannien wie ein Remix von Young Hearts Run Free. Mit dem Album His Hands nahm Staton 2006 ein von der Musikpresse viel beachtetes traditionelles R&B-Album auf, ein weiteres folgte 2009 mit Who’s Hurting Now? Im gleichen Jahr war es erneut You Got the Love, das viel Aufmerksamkeit erhielt, diesmal in Form einer Coverversion von Florence + the Machine.

## Privat
Candi Staton war dreimal verheiratet. Zwischen 1959 und 1968 war sie mit Joe Williams verheiratet. Aus dieser Ehe gingen vier Kinder hervor. Die zweite Ehe mit dem blinden R&B-Sänger Clarence Carter hielt nur von 1970 bis 1973. Auch aus dieser Ehe hat die Sängerin ein Kind. Zuletzt war Staton von 1979 bis 1998 mit John Sussewell verheiratet.

## Diskografie

### Alben
| Jahr | Titel Musiklabel                      | Höchstplatzierung, Gesamtwochen, AuszeichnungChartplatzierungen (Jahr, Titel, Musiklabel, Platzierungen, Wochen, Auszeichnungen, Anmerkungen) | Höchstplatzierung, Gesamtwochen, AuszeichnungChartplatzierungen (Jahr, Titel, Musiklabel, Platzierungen, Wochen, Auszeichnungen, Anmerkungen) | Höchstplatzierung, Gesamtwochen, AuszeichnungChartplatzierungen (Jahr, Titel, Musiklabel, Platzierungen, Wochen, Auszeichnungen, Anmerkungen) | Anmerkungen                              |
| Jahr | Titel Musiklabel                      | UK | US | R&B | Anmerkungen                              |
| ---- | ------------------------------------- | --- | --- | --- | ---------------------------------------- |
| 1970 | I’m Just a Prisoner Fame Records      | — | — | R&B37 (10 Wo.)R&B | Produzent: Rick Hall                     |
| 1971 | Stand by Your Man Fame Records        | — | US188 (2 Wo.)US | R&B12 (12 Wo.)R&B | Produzent: Rick Hall                     |
| 1975 | Candi Warner                          | — | — | R&B54 (5 Wo.)R&B | Produzent: Rick Hall                     |
| 1976 | Young Hearts Run Free Warner          | UK34 (3 Wo.)UK | US129 (14 Wo.)US | R&B14 (13 Wo.)R&B | Produzent: Dave Crawford                 |
| 1977 | Music Speaks Louder Than Words Warner | — | — | R&B46 (7 Wo.)R&B | Produzent: Bob Monaco                    |
| 1978 | House of Love Warner                  | — | — | R&B19 (28 Wo.)R&B | Produzent: Dave Crawford                 |
| 1979 | Chance Warner                         | — | US129 (6 Wo.)US | R&B23 (14 Wo.)R&B | Produzenten: Candi Staton, Jimmy Simpson |
| 1980 | Candi Staton Warner                   | — | — | R&B70 (3 Wo.)R&B | Produzenten: Candi Staton, Jimmy Simpson |

Weitere Alben
- 1972: Candi Staton (Fame)
- 1982: Nightlites (Sugar Hill)
- 1983: Make Me an Instrument (Beracah)
- 1985: The Anointing (Beracah)
- 1987: Sing a Song (Beracah)
- 1988: Love Lifted Me (Beracah)
- 1989: Stand Up and Be a Witness (Beracah)
- 1991: Standing on the Promises (Beracah)
- 1993: I Give You Praise (Beracah)
- 1995: It’s Time (Beracah)
- 1997: Cover Me (Beracah)
- 1999: Outside In (React)
- 2000: Here’s a Blessing (Beracah)
- 2001: Glorify (Beracah)
- 2001: Christmas in My Heart (Beracah)
- 2002: Proverbs 31 Woman (Beracah)
- 2006: His Hands (Honest Jons)
- 2008: I Will Sing My Praise to You (Beracah)
- 2009: Who’s Hurting Now? (Honest Jons)
- 2014: Life Happens (Beracah)

### Kompilationen
- 1981: Greatest Hits
- 1986: Tell It Like It Is (Splitalbum, B-Seite: Bettye Swann)
- 1995: The Best of Candi Staton
- 2000: Suspicious Minds
- 2001: The Best of Candi Staton
- 2002: Young Hearts Run Free / House of Love
- 2003: Candi Staton
- 2005: Candi / Music Speaks Louder Than Words
- 2011: Evidence: The Complete Fame Records Masters (2 CDs)
- 2013: Candi + Young Hearts Run Free (2 CDs)
- 2013: Music Speaks Louder Than Words + House of Love (2 CDs)

### Singles
| Jahr | Titel Album                                                                         | Höchstplatzierung, Gesamtwochen, AuszeichnungChartplatzierungen (Jahr, Titel, Album, Platzierungen, Wochen, Auszeichnungen, Anmerkungen) | Höchstplatzierung, Gesamtwochen, AuszeichnungChartplatzierungen (Jahr, Titel, Album, Platzierungen, Wochen, Auszeichnungen, Anmerkungen) | Höchstplatzierung, Gesamtwochen, AuszeichnungChartplatzierungen (Jahr, Titel, Album, Platzierungen, Wochen, Auszeichnungen, Anmerkungen) | Anmerkungen                                                            |
| Jahr | Titel Album                                                                         | UK | US | R&B | Anmerkungen                                                            |
| ---- | ----------------------------------------------------------------------------------- | --- | --- | --- | ---------------------------------------------------------------------- |
| 1969 | I’d Rather Be an Old Man’s Sweetheart (Than a Young Man’s Fool) I’m Just a Prisoner | — | US46 (8 Wo.)US | R&B9 (10 Wo.)R&B | Autoren: Clarence Carter, George Jackson Raymond Moore                 |
| 1969 | Never in Public –                                                                   | — | — | R&B22 (4 Wo.)R&B | Autoren: Aaron McKinney, George Jackson                                |
| 1970 | I’m Just a Prisoner (Of Your Good Lovin’) I’m Just a Prisoner                       | — | US56 (8 Wo.)US | R&B13 (11 Wo.)R&B | Autoren: Eddie Harris, George Jackson                                  |
| 1970 | Sweet Feeling I’m Just a Prisoner                                                   | — | US60 (8 Wo.)US | R&B5 (10 Wo.)R&B | Autoren: Candi Staton, Clarence Carter, Rick Hall, Marcus Daniel       |
| 1970 | Stand by Your Man                                                                   | — | US24 (14 Wo.)US | R&B4 (17 Wo.)R&B | Autoren: Billy Sherrill, Tammy Wynette Original: Tammy Wynette, 1968   |
| 1971 | He Called Me Baby Stand by Your Man                                                 | — | US52 (10 Wo.)US | R&B9 (11 Wo.)R&B | Autor und Original: Harlan Howard, 1961                                |
| 1971 | Mr. and Mrs. Untrue Stand by Your Man                                               | — | — | R&B20 (8 Wo.)R&B | Autoren: Larry Levine, Toni Wine                                       |
| 1971 | Too Hurt to Cry Stand by Your Man                                                   | — | — | R&B20 (4 Wo.)R&B | Autoren: George Jackson, Toni Wine                                     |
| 1972 | In the Ghetto Candi Staton                                                          | — | US48 (11 Wo.)US | R&B12 (12 Wo.)R&B | Autor: Mac Davis Original: Elvis Presley, 1969                         |
| 1972 | Lovin’ You, Lovin’ Me Candi Staton                                                  | — | US83 (6 Wo.)US | R&B40 (6 Wo.)R&B | Autor: Barbara Wyrick                                                  |
| 1973 | Do It in the Name of Love Candi Staton                                              | — | US63 (9 Wo.)US | R&B17 (12 Wo.)R&B | Autoren: Bobby Bloom, Neil Goldberg                                    |
| 1973 | Something’s Burning –                                                               | — | — | R&B83 (2 Wo.)R&B | Autor: Mac Davis Original: Kenny Rogers and the First Edition, 1969    |
| 1973 | Love Chain –                                                                        | — | — | R&B31 (11 Wo.)R&B | Autoren: George Jackson, Raymond Moore, Roland Chambers                |
| 1974 | As Long as He Takes Care of Home Candi                                              | — | US51 (6 Wo.)US | R&B6 (16 Wo.)R&B | Autor: Phillip Mitchell                                                |
| 1975 | Here I Am Again Candi                                                               | — | — | R&B35 (9 Wo.)R&B | Autor: Phillip Mitchell                                                |
| 1975 | Six Nights and a Day Candi                                                          | — | — | R&B86 (5 Wo.)R&B | Autoren: Dan Greer, Earl Cage, Jr., Earl Wright, George Jackson        |
| 1976 | Young Hearts Run Free                                                               | UK2 ×2Doppelplatin · (20 Wo.)UK | US20 (15 Wo.)US | R&B1 (21 Wo.)R&B | Autor: Dave Crawford                                                   |
| 1976 | Run to Me Young Hearts Run Free                                                     | — | — | R&B26 (12 Wo.)R&B | Autor: Dave Crawford                                                   |
| 1976 | Destiny Young Hearts Run Free                                                       | UK41 (3 Wo.)UK | — | — | Autor: Dave Crawford                                                   |
| 1977 | A Dreamer of a Dream Music Speaks Louder Than Words                                 | — | — | R&B37 (11 Wo.)R&B | Autor: Allen Toussaint                                                 |
| 1977 | Nights on Broadway Music Speaks Louder Than Words                                   | UK6 Silber · (12 Wo.)UK | — | R&B16 (18 Wo.)R&B | Autoren: Robin Gibb, Barry Gibb, Maurice Gibb Original: Bee Gees, 1975 |
| 1977 | Listen to the Music Music Speaks Louder Than Words                                  | — | — | R&B90 (4 Wo.)R&B | Autor: Tom Johnston Original: The Doobie Brothers, 1972                |
| 1978 | Honest I Do Love You House of Love                                                  | UK48 (5 Wo.)UK | — | R&B77 (4 Wo.)R&B | Autor: Dave Crawford                                                   |
| 1978 | Victim House of Love                                                                | — | — | R&B17 (22 Wo.)R&B | Autor: Dave Crawford                                                   |
| 1979 | When You Wake Up Tomorrow Chance                                                    | — | — | R&B13 (17 Wo.)R&B | Autoren: Candi Staton, Ken Morris, Patrick Adams, Wayne Garfield       |
| 1980 | Looking for Love Candi Staton                                                       | — | — | R&B42 (11 Wo.)R&B | Autoren: Andy Schwartz, Randy Klein                                    |
| 1981 | Without You I Cry –                                                                 | — | — | R&B78 (7 Wo.)R&B | Autor: Dave Crawford                                                   |
| 1981 | Count on Me Nightlites                                                              | — | — | R&B82 (5 Wo.)R&B | Autor: Candi Staton                                                    |
| 1982 | Suspicious Minds                                                                    | UK31 (9 Wo.)UK | — | — | Autor und Original: Mark James, 1968                                   |
| 1999 | Love on Love Outside In                                                             | UK27 (3 Wo.)UK | — | — | Autoren: George O’Dowd, Jeremy Healy, Simon Rogers                     |

Weitere Singles
- 1967: Now You’ve Got the Upper Hand
- 1970: Evidence
- 1971: Too Hurt to Cry
- 1974: We Can Work It Out
- 1975: Love Chain
- 1977: Music Speaks Louder Than Words
- 1978: I’m Gonna Make You Love Me
- 1979: Chance
- 1979: I Ain’t Got Nowhere to Go
- 1980: The Hunter Get Captured by the Game
- 2000: I Just Can’t Get to Sleep at All
- 2004: Pépé Bradock Mixes
- 2006: His Hands
- 2006: I’ll Sing a Love to You
- 2006: When Will I?
- 2011: One More Hurt
- 2012: Hallelujah Anyway
- 2014: Whadda You Want

### Gastbeiträge
| Jahr | Titel Album                                  | Höchstplatzierung, Gesamtwochen, AuszeichnungChartplatzierungen (Jahr, Titel, Album, Platzierungen, Wochen, Auszeichnungen, Anmerkungen) | Höchstplatzierung, Gesamtwochen, AuszeichnungChartplatzierungen (Jahr, Titel, Album, Platzierungen, Wochen, Auszeichnungen, Anmerkungen) | Höchstplatzierung, Gesamtwochen, AuszeichnungChartplatzierungen (Jahr, Titel, Album, Platzierungen, Wochen, Auszeichnungen, Anmerkungen) | Höchstplatzierung, Gesamtwochen, AuszeichnungChartplatzierungen (Jahr, Titel, Album, Platzierungen, Wochen, Auszeichnungen, Anmerkungen) | Höchstplatzierung, Gesamtwochen, AuszeichnungChartplatzierungen (Jahr, Titel, Album, Platzierungen, Wochen, Auszeichnungen, Anmerkungen) | Anmerkungen                                                                                       |
| Jahr | Titel Album                                  | DE | AT | UK | US | R&B | Anmerkungen                                                                                       |
| ---- | -------------------------------------------- | --- | --- | --- | --- | --- | ------------------------------------------------------------------------------------------------- |
| 1986 | You Got the Love –                           | — | — | UK95 Platin · (1 Wo.)UK | — | — | The Source feat. Candi Staton Autoren: Anthony B. Stephens, Arnecia Michelle Harris, John Bellamy |
| 1991 | You Got the Love (Eren’s Bootleg Mix 1991) – | — | AT20 (4 Wo.)AT | UK4 (11 Wo.)UK | — | — | The Source feat. Candi Staton Mix: Eren Abdullah                                                  |
| 1997 | You Got the Love (New Voyager Mix) –         | DE67 (9 Wo.)DE | — | UK3 (49 Wo.)UK | — | — | The Source feat. Candi Staton Remix: New Voyager (aka John Rush)                                  |

Weitere Gastbeiträge
- 1972: If You Can’t Beat ’Em (Clarence Carter and Candi)
- 2000: Suspicious Minds (Funky G feat. Candi Staton)
- 2002: Doo Doo Wop (Paul Johnson feat. Candi Staton)
- 2008: You Got the Love (Bootmasters & Eric SSL feat. Candi Staton)
- 2010: Revolution (DarkStarr Mixes) (Mavis feat. Candi Staton)

## Auszeichnungen für Musikverkäufe
| Goldene Schallplatte - Belgien - 2013: für die Single Hallelujah Anyway |

Anmerkung: Auszeichnungen in Ländern aus den Charttabellen bzw. Chartboxen sind in ebendiesen zu finden.
| Land/RegionAuszeichnungen für Musikverkäufe (Land/Region, Auszeichnungen, Verkäufe, Quellen) | Silber  | Gold  | Platin     | Verkäufe  | Quellen     |
| -------------------------------------------------------------------------------------------- | ------- | ----- | ---------- | --------- | ----------- |
| Belgien (BRMA)                                                                               | —       | Gold1 | —          | 15.000    | ultratop.be |
| Vereinigtes Königreich (BPI)                                                                 | Silber1 | —     | 3× Platin3 | 2.050.000 | bpi.co.uk   |
| Insgesamt                                                                                    | Silber1 | Gold1 | 3× Platin3 |           |             |